# Charoides lycimnia
Charoides lycimnia är en skalbaggsart som beskrevs av Dillon 1945. Charoides lycimnia ingår i släktet Charoides och familjen långhorningar.
Artens utbredningsområde är:
- Costa Rica.
- El Salvador.
- Guatemala.
- Honduras.
- Nicaragua.
- Panama.
- Venezuela.

Inga underarter finns listade i Catalogue of Life.